# Волокушино
Волоку́шино (рос. Волокушино) — присілок у складі Артинського міського округу Свердловської області.
Населення — 23 особи (2010, 45 у 2002).
Національний склад станом на 2002 рік: росіяни — 98 %.